# Trichogramma dendrolimi
Trichogramma dendrolimi is een vliesvleugelig insect uit de familie Trichogrammatidae. De wetenschappelijke naam is voor het eerst geldig gepubliceerd in 1926 door Matsumura.